# Omariniïta
L'omariniïta és un mineral de la classe dels sulfurs, que pertany al grup de l'estannita. Rep el nom en honor del Dr. Ricardo Héctor Omarini (1946-2015), professor de la Universitat de Salta, per les seves nombroses aportacions a la geologia de l'Argentina.

## Característiques
L'omariniïta és un sulfur de fórmula química Cu₈Fe₂ZnGe₂S₁₂. Va ser aprovada com a espècie vàlida per l'Associació Mineralògica Internacional l'any 2016, i la primera publicació data del 2017. Cristal·litza en el sistema ortoròmbic. Es tracta de l'anàleg de germani de l'estannoidita. Químicament és similar a la zincobriartita, la renierita i la briartita. Els estudis de raigs X d'un sol cristall (R1 = 0,023) van revelar una estructura derivada de l'esfalerita idèntica a la de l'estannoidita.
L'exemplar que va servir per a determinar l'espècie, el que es coneix com a material tipus, es troba conservat a la col·lecció nacional de minerals del Canadà del Servei Geoelògic del Canadà, a la localitat d'Ottawa, amb el número de col·lecció: nmcc 68096.

## Formació i jaciments
Va ser descoberta a la mina La Rosario, al districte miner de Capillitas, al departament d'Andalgalá, a la província de Catamarca (Argentina). Es tracta de l'únic indret en tot el planeta on ha estat descrita aquesta espècie mineral.